# Cicurina tianmuensis
Espèce
Cicurina tianmuensis est une espèce d'araignées aranéomorphes de la famille des Cicurinidae.

## Distribution
Cette espèce est endémique du Zhejiang en Chine,. Elle se rencontre sur le mont Tianmu vers Qiliting et Laodian.

## Description
La femelle holotype mesure 2,77 mm.

## Systématique et taxinomie
Cette espèce a été décrite par Song et Kim en 1991.

## Étymologie
Son nom d'espèce, composé de tianmu et du suffixe latin -ensis, « qui vit dans, qui habite », lui a été donné en référence au lieu de sa découverte, le mont Tianmu.

## Publication originale
- Song & Kim, 1991 : « On some species of spiders from Mount West Tianmu, Zhejiang, China (Araneae). » Korean Arachnology, vol. 7, no 1, p. 19-27.